# Roy Galán
Roy Fernández Galán (Santiago de Compostela, 22 de diciembre de 1980) es un escritor, articulista, influencer y activista LGTBI+ español.

## Trayectoria
Nació en Santiago de Compostela. Ha vivido la mayor parte de su vida en Canarias. Hijo de una familia homoparental desde los cinco años, una de sus madres, Sol, murió cuando tenía 13 años y queda al cuidado de su otra madre, Rosa, junto con su hermana melliza, Noa Galán. Estudió Derecho en la Universidad de La Laguna licenciándose en 2003. Trabajó durante once años para la administración del Gobierno de Canarias. A partir de 2013 hace de la escritura su profesión. En 2017 se presentó en la lista de Íñigo Errejón a la Asamblea Ciudadana de Podemos y en la lista de Más Madrid al Ayuntamiento de Madrid encabezada por Manuela Carmena en 2019.

### Escritor
Fue alumno de la Escuela Canaria de Creación Literaria en los talleres de novela, relato breve, poesía, adaptación de guion y análisis cinematográfico y en los cursos de creación literaria, liberación de recursos expresivos y en el vademécum del escritor. En esta escuela también ha impartido clase en diferentes cursos.
Ha escrito varios relatos en la obra colectiva Y así sería para siempre editado por la Escuela Canaria de Creación Literaria. En 2016 se publica su primer libro, Irrepetible, con Alfaguara.

### Articulista
Escribe artículos en diferentes medios: la revista CuerpoMente, el periódico digital La Mirada Común y la web de La Sexta.

### Influencer
El 1 de enero de 2013 crea una página en Facebook como trabajo de fin de curso de community manager en la que comienza a escribir. Desde entonces escribe casi diariamente en redes sociales (Facebook, Twitter e Instagram) con el nombre de @RevolutionRoy en Facebook y Twitter y @roygalan en Instagram. Sus escritos son vistos y compartidos por miles de personas.

### Feminista
Roy Galán se declara feminista, y escribe sobre feminismo y las mujeres en la mayoría de sus textos: libros, artículos y publicaciones en redes sociales.  
Es uno de los dieciséis hombres entrevistados por la periodista y escritora feminista Nuria Coronado para su libro Hombres por la igualdad, en el que los entrevistados exponen que el trabajo para conseguir la igualdad y acabar con el machismo también corresponde a los hombres.

## Obras
- Irrepetible, 2016, Alfaguara.
- La ternura, 2017, Alfaguara.
- Nadie dentro de ti, 2018, Alfaguara.
- Haz que no parezca amor, 2019, Nube de tinta.[15]
- Las alegrías, 2019, Continta me tienes.
- Fuerte, 2020, Alfaguara.
- Los amores, 2021, Nube de tinta.

Volúmenes colaborativos:
- (h)amor 3 celos y culpas, 2018, Continta me tienes.
- (h) 4 amor propio, 2019, Continta me tienes.

## Premios y reconocimientos
- Premio Krámpack 2019 otorgado por el Festival Internacional LGBT de Extremadura.[16]

- Premio Menina 2022 otorgado por la Delegación del Gobierno de España contra la Violencia de Género.[17]